# Xenopus ruwenzoriensis
Xenopus ruwenzoriensis är en groddjursart som beskrevs av Janina Tymowska och Michaïl Fischberg 1973. Xenopus ruwenzoriensis ingår i släktet Xenopus och familjen pipagrodor. IUCN kategoriserar arten globalt som otillräckligt studerad. Inga underarter finns listade i Catalogue of Life.